# Héctor Terán Terán
Héctor Téran Terán (Moctezuma, 3 april 1931 – Mexicali, 4 oktober 1998). was een Mexicaans politicus.
Terán Terán studeerde bedrijfsadministratie en sloot zich aan bij de Nationale Actiepartij (PAN). In 1985 werd hij in de Kamer van Afgevaardigden gekozen in. In 1991 werd hij de eerste PAN-senator. In 1995 werd hij gekozen tot gouverneur van Baja California, een functie waarin hij de opvolger werd van partijgenoot Ernesto Ruffo Appel, die als eerste oppositiekandidaat in meer dan een halve eeuw gouverneur van een staat was geworden.
Terán Teran overleed in 1998 in het gouverneursambt aan een hartaanval.